# Cesta do pekel (film, 2009)
Cesta do pekel (anglicky Give 'Em Hell, Malone) je americký kriminální thriller žánru neo-noir režiséra Russella Mulcahyho z roku 2009 podle předlohy Marka Hosacka. 
Hlavní role ztvárnili Thomas Jane jako bývalý soukromý detektiv Malone, Ving Rhames v pozici jeho protihráče – nájemného vraha a atraktivní brunetku Evelyn si zahrála španělská herečka Elsa Patakyová.
Americký alternativní název filmu zní Malone, český pak Cesta do pekla.

## Děj
Malone (Thomas Jane) je alkoholik a bývalé soukromé očko, jemuž nevadí zabíjet. Od Murphyho získal novou zakázku, a to zmocnit se jednoho kufříku. Při akci zjišťuje, že není jediným zájemcem a ve jménu cíle musí zabít několik protihráčů. Během přestřelky utrží kulku do ramene, jedno z mnoha zranění, které mu pravidelně ošetřuje senilní matka žijící v zapadlém domově důchodců. 
Ze zvědavosti kufřík otevírá, nic zajímavého nenalézá, až na malého dřevěného slona, jehož nazve „symbolem lásky“. Ze zatím nezjevných důvodů chce za každou cenu zjistit, jak se jmenuje objednavatel zakázky. U Murphyho jej kontaktuje atraktivní brunetka Evelyn (Elsa Patakyová) s historkou, že měla kufřík vyzvednout a předat vyděračům. V opačném případě zemře její bratr Sammy (Mark Hosack). Oba se tedy vydávají na smluvené místo v zábavním parku. Sammy je v něm zabit na kolotoči a kufřík v bludišti získává drobná asiatská vražedkyně dětského vzhledu Mauler (Chris Yen). Ona, stejně jako další nájemní vrazi pracují pro podnikatele z podsvětí Whitmora (Gregory Harrison) s rozkazem přivést kufřík a Malona. Mezi najaté vrahy patří i „balvan“ Boulder (Ving Rhames) a pyroman pan Zápalka (Doug Hutchison), jenž od Murphyho vyzvídá Malonovo bydliště a následně jej upaluje. 
Evelyn, která vyslechla celou scénku u Murphyho, se do Maloryho bytu dostává dříve a snaží se jej varovat. Po prvním fyzickém souboji s najatými Whitmorovými gorilami se oba snaží odhalit jeho doupě. Poté, co zpěvák sentimentálních písní Frankie (French Stewart) během vystoupení v domově důchodců spatří Malonyho, okamžitě informuje zabijáky a následuje další tvrdý střet. Ex-očkovi dochází, kdo prozradil místo jeho pobytu a od zpěváka se dozvídá, že mrtvý Sammy žádnou sestru určitě neměl. 
To mění situaci, Evelyn lhala. Po zběsilé automobilové jízdě bez bezpečnostního pásu přichází brunetka s novou historkou, v níž tvrdí, že pracovala pro Whitmora jako děvka, se Sammym otěhotněla a nyní má v úmyslu ho zastřelit. 
V nočním zábavním parku, kde se měl Whitmore objevit na schůzce, je přítomen také Malone, kterého omámí otrávená jehla z foukačky Mauler. Probouzí se svázaný až na jevišti divadla, kde se z něho snaží získat informaci o kufříku jak Asiatka, tak pan Zápalka. Neúspěšně, oba jsou zlikvidováni. 
Malone následně přepadá Bouldera v jeho autě s rozkazem, aby jej dovezl k šéfovi. Ve Whitmorově kanceláři je v danou chvíli přítomna Evelyn, kterou podnikatel bez zaváhání zastřeluje. 
Záhadná snaha objevit zadavatele zakázky je odhalena. Malý slon – „symbol lásky,“ je hračka Malonova syna. Historka o dávném povraždění jeho rodiny byla vymyšlená. Měla za cíl ochránit nejbližší. Whitmore se nyní svěřuje s plánem, v němž chtěl přinutit Malona zlikvidovat všechny jeho spolupracovníky, kteří znali jeho pochybnou minulost, aby mohl začít nový čestný život. Boulderovi dochází, že je také jedním z těch, o nichž mluvil a Whitmora omráčí. Malone po něm požaduje s pistolí v ruce adresu pobytu unesené rodiny. Whitmore mu sděluje pouze první čtyři čísla telefonu a slib, že zbytek dostane, až bude venku z města. Přesto je zastřelen. 
V poslední scéně filmu zkouší Malone vytáčet z pouličního automatu všechny varianty zbylých 
číselných kombinací. Nakonec se mu daří dovolat na správnou adresu, kde se ozývá hlas syna a poté i ženy. Neodpovídá, mlčí a zavěšuje. Odchází po ulici do neznáma.

## Obsazení
| Thomas Jane      | Malone      |
| Ving Rhames      | Boulder     |
| Elsa Patakyová   | Evelyn      |
| French Stewart   | Frankie     |
| Leland Orser     | Murphy      |
| Chris Yen        | Mauler      |
| William Abadie   | hezoun      |
| Gregory Harrison | Whitmore    |
| Doug Hutchison   | pan Zápalka |
| Mark Hosack      | Sammy       |

## Vydání na nosičích
26. ledna 2010 byl film vydán na DVD a Blu-ray.